# Baron Strathcarron
Baron Strathcarron, of Banchor in the County of Inverness, ist ein erblicher britischer Adelstitel in der Peerage of the United Kingdom.

## Verleihung
Der Titel wurde am 11. Januar 1936 für den Juristen und liberalen Politiker Sir Ian Macpherson, 1. Baronet geschaffen. Diesem war bereits am 26. April 1933 der fortan nachgeordnete Titel Baronet, of Drumalban in Scotland, verliehen worden.
Heutiger Titelinhaber ist seit 2017 sein Enkel Andrew Wigram als 3. Baron.

## Liste der Barone Strathcarron (1936)
- Ian Macpherson, 1. Baron Strathcarron (1880–1937)
- David Macpherson, 2. Baron Strathcarron (1924–2006)
- Ian Macpherson, 3. Baron Strathcarron (* 1949)

Titelerbe (Heir Apparent) ist der Sohn des aktuellen Titelinhabers, Hon. Rory Macpherson (* 1982).